# Раски
Ра́ски, также ру́ски (англ. Ruski, Russki, Ruskies, реже — Rusky, Russky, Rooskies /ˈrʌski, ˈrʊs-, ˈruski/) — англоязычное сленговое прозвище русских и выходцев из бывшего СССР. Вопреки расхожему мнению, само по себе слово «раски» имеет нейтральную коннотацию, и не имеет негативного или уничижительного характера.

## Понятие
Происходит от самоназвания русского народа и имеет намеренно передразнивающую форму. В распространённых толковых словарях понятие «раски», как правило, отсутствует. В специализированных словарях указывается, что это слово употреблялось применительно к русским солдатам в 1914 году. Позже, особенно во времена холодной войны, это слово употреблялось по отношению к коммунистам.
Также иногда употребляется в публицистике, в прессе, включая авторитетные СМИ, например, The Times или Boston Herald, а также активно и широко применяется в местах неформального е-общения (блогосфере, веб-форумах и др.).
В большинстве случаев понятие «раски» касается как правило и прежде всего русскоязычной диаспоры (как из России, так и других стран бывшего СССР), постоянно проживающей в Великобритании, США и других англоязычных странах. Однако часто распространяется на туристов из России и СНГ, на собственно жителей этого региона, а иногда и на южных славян, родная речь которых для англофонного уха звучит похожей на русскую.

## Англоязычное употребление
Характеризуя сферу употребления понятия, Аркадий Черкасов в журнале «Век XX и мир» пишет:
В Америке нельзя назвать поляка «по́лак» (как они сами себя по-польски зовут, но по-английски это будет сознательное оскорбление: говори нормально, по-английски — «поул», и все будет в порядке), русского — «раски», еврея — «кайк», латиноамериканца — «спик» и так далее. Такие слова есть, но это — «файтинг вордз», они означают одно: «Настоящим желаю вас оскорбить. Примите и прочь».
Ряд исследователей отмечает, что понятие не имеет негативного или уничижительного характера. Как и в случае употребления большинства других этнонимов всё зависит от контекста и интонации говорящего. Интонация же может быть как восторженной («раски» Абрамович), так и совершенно пренебрежительной. Однако несомненно, что прозвище употребляется как правило в негативном контексте, особенно в выражениях that или these Ruski(es) — «эти раски». Примеры:

Мне нужны гарантии, что будущие поколения чеченцев не будут депортированы завтра в Сибирь, как это было в 1944 году. Вот почему нам нужна независимость. Практически весь мир признал, что это был геноцид. Настоящие террористы — это «раски».Оригинальный текст (англ.)SHAMIL BASAYEV: I need guarantees that tomorrow future Chechen generations won’t be deported to Siberia, like they were in 1944. That’s why we need independence. Practically the whole world recognized that that was a genocide. It's the “Ruskies” who are the terrorists. — Reign of Terror — Шамиль Басаев в нашумевшем интервью Андрею Бабицкому, прозвучавшем в эфире телевизионного шоу Тэда Коппела (Ted Koppel) Nightline на ABC News 28 июля 2005 года. (англ.)

Звонила моя семья, друзья слали телеграммы. Все без исключения желали мне успеха в Мельбурне. Дядя Джим, поздравляя меня по телефону, добавил: «Я горжусь тобой, но остерегайся этого „раски“».Оригинальный текст (англ.)My family telephoned; friends sent telegrams. Everyone without exception wished me success in Melbourne. With his telephoned congratulations, Uncle Jim added: “I’m proud of you, but watch out for that Rusky.” — Гарольд Коннолли. [www.pseudology.org/Connoly/Glava26_31.htm Поездка за олимпийским золотом] (1999)

У этих «раски» даже недостаточно разума, чтобы устроить на российском Кавказе нечто в стиле индейских резерваций для чероки или сиу!Оригинальный текст (англ.)These Ruskies didn’t even have enough common sense to create the Indian style reservations for the Cherokees and the Sioux of the Russian Caucasus! — Валентин Зорин. The All-American Girl from the CIA and Hizb ut-Tahrir — Left.ru (2006) (англ.)

Будем откровенны: когда Россия сталкивается с Германией, борьба идёт не на жизнь, а на смерть: часто дело не обходится без грязных трюков, ‘рус-иваны’ (ruskies) проявляют маниакальное упорство, а для немцев всё заканчивается жестоким и унизительным разгромом.
— Род Лиддл. Странный мир желудочных колик и неуловимого ‘кокса’ — The Times, 12 ноября 2007 года. (перевод ИноСМИ.ру)
Понятие тесно связано со сложившимися на Западе стереотипами, касающимися русских. Чаще всего употребляющий слово «раски» стремится дать это понять собеседнику или читателю. В таком качестве слово «раски» органично входит и в устойчивые словосочетания, обозначающие на Западе то, что считается присущим русским, а также порой присутствует в названиях соответствующих коммерческих предприятий и торговых марок.

### Социальные аспекты
Большинство комментаторов отмечает, что термин «раски» особенно распространился в годы «холодной войны» (часто конкурируя с прозвищем «комми»). Нынешнее же отношение к «раски» со стороны аборигенов как правило снисходительно-пренебрежительное. Связано это с тем, что большая часть представителей постсоветской волны иммиграции в Великобританию, США и остальные страны англоязычного мира как правило оказывалась поначалу на социальном дне (неквалифицированный персонал, уборщики мусора, чернорабочие на фермах и стройках и т. п.).
Ныне, когда в Великобритании россияне различных национальностей составляют около 0,5 % населения, а в США 1 %, положение меняется, хотя традиционные взгляды бытуют пока по-прежнему. Стал ощутим и «фактор Абрамовича»: многие британцы искренне считают, что Россия сплошь населена миллиардерами. Определённое влияние оказывает поведение российской бизнес-элиты (Russian oligarchs) и особенно её детей, обучающихся на Западе. Зачастую они шокируют местное население своим вульгарным поведением, что самым негативным образом сказывается на отношении местных ко всем «раски».

### Культурный след
Слово «раски» может быть частью устойчиво связанных в сознании западной аудитории с Россией и русскими понятий. Или Novy Ruskies — «новые русские». Иногда слово интегрируется в торговые марки или становится устойчивой характеристикой рода товара, его слогана. Например, в австралийском Брисбене есть торговая сеть с «русскими» продуктами RuskiWay, «раски» присутствует и в названиях сортов водки — Ruski Standard, Stolichnaya lemon ruski vodka, Ruski lemon lime and bitters.
Прозвище органично вошло и в ряд произведений культуры. В песне-сатире Элиса Купера I Love America (1983) звучат такие слова:
I love Old Glory and homemade pie

I think them Ruskies should be sterilized

I love my chicken Kentucky Fried…

Finger Lickin’ Good!''
В компьютерной игре Grand Theft Auto: Vice City, где действия происходят в 1986 году, один из персонажей, пастор Ричардс, рассуждая на радио о «холодной войне», также употребляет слово Ruskies. Ruskie Business — так названа 15-я серия первого сезона телесериала «Вероника Марс» (Veronica Mars) с намёком на Risky Business, кинокомедию 1983 года «Рискованный бизнес». В 2008 году частью саундтрека кинокомедии «Рок-н-ролльщик» (RocknRolla) стала композиция Ruskies, исполненная Стивом Айлзом (Steve Isles). И т. д.

## В других языках
Аналогичная ситуация сложилась и в некоторых других языках, куда «раски» экспортировалось без изменений (произношение в немецком языке будет «русский» — «russkii»)), либо где имеются свои совпадающие по смыслу аналоги — например, фр. les russcofs или финское «рюсся». В польском слово rus(s)ki также может быть частью устойчиво связанных с Россией и русскими понятий (ruski rok, zbieranie ziem ruskich — «собирание земель русских») и нести определённый эмоциональный заряд, в отличие от литературного rosyjski. Например, Gazeta.pl пишет:
Russki desant z udziałem rosyjskich muzyków i didżejów odbędzie się w piątek i sobotę w klubie Qult.
Впрочем, в других славянских языках (сербском, хорватском, словенском и др.) понятие ruski — лишь нейтральное по значению и единственное прилагательное «русский». В некоторых случаях оно может относиться в этих языках также к русинскому этносу.
Иногда «раски» используется в иноязычных художественных произведениях и сетературе для создания соответствующего колорита. В частности, так произошло в главке «Раски Культур-Мультур» проекта «Хулидол таймз» Мерси Шелли (псевдоним Алексея Андреева).